# Salles-Courbatiès
Salles-Courbatiès – miejscowość i gmina we Francji, w regionie Oksytania, w departamencie Aveyron. W 2013 roku jej populacja wynosiła 419 mieszkańców. 